# English Opera Group
L'English Opera Group fou una companyia petita de músics britànics formada el 1947 pel compositor Benjamin Britten (juntament amb John Piper i Eric Crozier) amb el propòsit de presentar les seves òperes i les d'altres compositors britànics. El grup més endavant es va expandir per presentar obres de més gran escala, i va ser rebatejat com English Music Theatre Company. L'organització va produir la seva darrera òpera el 1980.